# Cosmarium aspherosporum
Cosmarium aspherosporum là một loài Song tinh tảo trong họ Desmidiaceae, thuộc chi Cosmarium.